# Henry Abel Smith
Sir Henry Abel Smith (Londra, 8 marzo 1900 – Winkfield, 24 gennaio 1993) è stato un politico britannico.

## Biografia

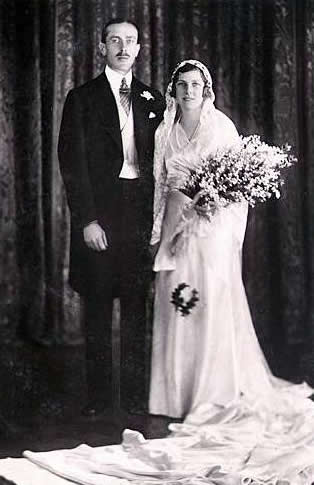
Henry Abel Smith e Lady May di Teck.

Era il figlio di Francis Abel Smith, e di sua moglie, Madeline St. Maur Seymour. I suoi nonni erano Henry Abel-Smith e Mary Elizabeth Pym, ed i suoi bisnonni erano Francis Pym e Lady Lucy Leslie-Meville, figlia di Alexander Leslie-Melville, IX conte di Leven. Era anche un discendente di Edward Seymour, VIII duca di Somerset.

## Carriera
Entrò nei Royal Horse Guards della Royal Military College di Sandhurst (1919). Ha prestato servizio nella seconda guerra mondiale. Si ritirò con il grado di colonnello nel 1950.
Sir Henry è stato nominato Governatore del Queensland.

## Matrimonio
Sposò, il 24 ottobre 1931, Lady May di Cambridge, figlia di Alessandro di Teck e di Alice di Albany. Ebbero tre figli:
- Anne Mary Sibylla Abel Smith (28 luglio 1932), sposò David Liddell-Grainger, ebbero cinque figli;
- Richard Francis Abel Smith (11 ottobre 1933–23 dicembre 2004), sposò Marcia Kendrew, ebbero una figlia;
- Elizabeth Alice Abel Smith (5 settembre 1936), sposò Peter Wise, ebbero una figlia.

## Morte
Morì il 24 gennaio 1993 a Barton Lodge, Winkfield. Il funerale ebbe luogo a St. George's Chapel, nel Castello di Windsor. Fu sepolto al Royal Burial Ground, a Frogmore.